# Serguéi Kovaliov (historiador)
Serguéi Ivánovich Kovaliov (13 de septiembre de 1886 - 13 de noviembre de 1960) fue un  historiador soviético.
Conocido por su interpretación marxista de la historia de Roma, su obra supuso toda una revolución en la interpretación de la historia romana. Prestó atención a los aspectos sociales más importantes, sin limitarse a narrarlos como una colección de anécdotas sin una crítica de fuentes como en muchos casos se venía haciendo. Su obra es una muestra clara de la generación de historiadores que la Unión Soviética vio nacer: está escrita desde el materialismo histórico, desde la perspectiva de la lucha de clases como motor de la historia. 
Entre sus trabajos más célebres destaca su "Historia de Roma", sin duda su obra más influyente. En ella recorre toda la historia de Roma desde su fundación hasta la crisis del Imperio Romano pasando por el periodo monárquico y la República. 

## Obras
- KOVALIOV, S. I., Historia de Roma, Madrid: Akal, 2007.

- Datos: Q4225617